# おいしい生活 (キャッチコピー)

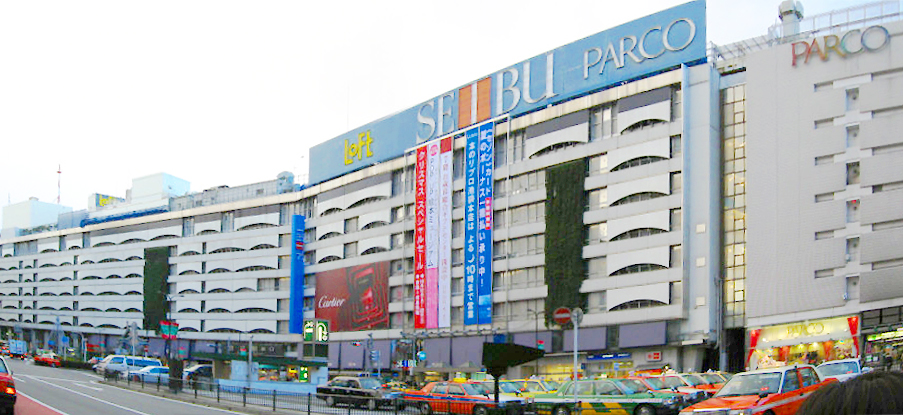
リニューアル前の池袋西武本店（2007年12月撮影）

おいしい生活（おいしいせいかつ）とは、1982年にコピーライターの糸井重里が考案、翌年まで用いられた西武百貨店のキャッチコピー。糸井が手掛けた同百貨店のキャッチコピーとしては、「じぶん、新発見」（1980年）、「不思議、大好き」（1981年）に次いで3作目に当たる。「不思議、大好き」や本キャッチコピーを契機として、1980年代には一連の「コピーライターブーム」が盛り上がり、糸井の影響を受け広告業界を志した者は多い。戦後日本の名宣伝文句を集めた『日本のコピー ベスト500』で第1位に選出（第2位は1984年に同じく糸井が手掛けた新潮文庫の「想像力と数百円」）。

## 概要
衣食住に留まらず、余暇生活を含めたあらゆる場面で、物質的、精神的、文化的に豊かな生活を提案する、日本の広告史に画期をもたらした名コピーであった。また1980年代から1990年代初頭まで「生活総合産業」を標榜していた西武百貨店にとって、都会的な洗練された消費の発信地とするイメージ戦略を展開する上で重要な役割を果たすこととなる。
本キャッチコピーのポスター作成に携わったアートディレクターの浅葉克己によると、前作「不思議、大好き」の撮影でロケーションに向かう飛行機の中で、糸井が味気無い（つまり「おいしくない」）機内食にお茶漬けが出ないことに不満を漏らしたのが契機とされる。
糸井にとっては何気ない発想から生まれたようで、「おいしいことに理由はない。好きなものは好きだ」という当時の発言からもその意図がうかがえる。
「おいしい生活」という言葉は、この西武百貨店の広告が反響を呼ぶ以前においては、「不労所得」「楽な仕事」「割のいい仕事」「稼ぎのいい」「責任のない」「気楽な」、場合によっては「反社会的」といったニュアンスを持っていた。ところが、ひとたび社会的に堂々と顕在する広告の中で、パブリックに使われると「今までになかった形容詞と名詞の組み合わせ」として新たな意味を獲得した、と解釈できよう。享楽自体が悪である、とされる伝統的な価値観との乖離に胸がすく感覚もあった。
イメージキャラクターの起用に際して映画監督のウディ・アレンに白羽の矢を立て、居住地のニューヨークまで出向いたものの、多忙を極めていたため本人から出演を拒否される。そのため、当時セゾングループの総帥に君臨していた堤清二が、映画館での作品公開を条件に本人と直接交渉したところ見事快諾。
当初は広告・コマーシャル撮影を浅草や江ノ島海岸で行う予定であったが、飛行機嫌いのアレンを慮って全編ニューヨークで撮影を実施することとなる。撮影は春、秋各2回分、合計4パターン（上半身裸のアレンが灸師から特大の灸を据えられる「お灸編」、公務員に扮したアレンによる「おいしい生活相談員編」、「自動販売機編」、着流し姿のアレンが浅羽の手本を頼りに長半紙に「おいしい生活」と一筆認める「お習字編」）行われ、いずれも巷間に鮮烈な印象を与えるに至った。
なお、コマーシャルソングには本キャッチコピーと同名の曲（作詞は糸井と矢野顕子、作曲は矢野）が起用され、矢野が1982年6月25日に発表した6枚目のスタジオアルバム『愛がなくちゃね。』にも収録。

## 反響
1980年代の日本における消費文化を語る上で不可欠なキーワードであり、バブル経済へと突き進むとば口にあって、「おいしい」という言葉が放つある種の多幸感を演出することとなる。勿論西武百貨店のブランディング構築にも多大なる影響を与えており、堤清二をして「一番好きな広告」「糸井さん、もうこれ以上は出ないんじゃない」と言わしめている。
同業者（コピーライター）からの反響もすこぶる良好であった。「『おいしい』も『生活』も普通の普通の言葉（原文ママ）なのに、こう組み合わされたときに、ふいに生き生きしはめじめて。『おいしい』も『生活』も新しい言葉になった」（安藤隆）、「コピーの中のコピー、いや、広告コピーという存在を越えてしまったコピーというべきかもしれない」（一倉宏）との評を得ている。

## 分析

### 「情報を売る」という考え方の脆弱さ
高度経済成長期以降第三次産業の勃興が著しい中、「物を売る」から「情報を売る」という日本経済史上でも抜本的な変革をもたらしたのが、「おいしい」ライフスタイルを提案する本キャッチコピーに他ならない。しかし、「情報を売る」という概念自体には脆弱さも同時に潜む。
劇作家、作家、演出家の宮沢章夫は、受け手（消費者）に一定の「豊かさ」が無ければ「はたしてこの〈情報〉にどれだけの価値があるのか」と再考せざるを得ないと指摘。「情報」なり「価値」とは極めて実態を欠くものであり、両者の現実からの遊離が最高潮に達したのがバブル経済であった。
バブル経済は本キャッチコピーが世に出た数年後の、1980年代半ば頃から始まり1990年代初頭の株価急落を機に終焉を迎えるが、「〈情報〉を売る」という西武セゾングループが構築してきた方法論自体に、行き詰まりを迎えたのがバブル崩壊であったと宮沢は分析している。
事実、西武セゾングループはバブル崩壊と共にスタジオ200の活動休止（1991年）や西武美術館の閉館（1999年）、六本木WAVEの閉店（同）を余儀なくされ、同グループが牽引してきた文化事業が一部（セゾン文化財団）を除き雲散霧消してゆく。
西武セゾングループが直面したのは文化事業の撤退だけではない。本業の流通部門でも金融機関からの借入金に頼った拡大路線が大打撃を受け、堤清二は1991年に代表を辞任。西洋環境開発の清算をもって2001年には同グループの事実上の解散が決まり、「西武王国」崩壊が現実のものとなった。なお、堤は2013年11月25日、86歳で肝不全のため死去。

### 「消費社会」は「階級」を無くしたか
社会学者の上野千鶴子は本キャッチコピーが世に出た当時、「差別化の上下を問わないヨコナラビの基準が、これほどみごとに表現されたものはない」と肯定的評価を付与。編集者の大塚英志によると、消費行動において上下間の差異の根拠を単なる記号上の差異に置換することで、「階級」そのものを消滅させる目論見を見出したというのである。
しかし、所得間の不平等を示す日本のジニ係数は1980年代以降上昇の一途をたどっており、「階級」の消滅と言うには余りにも早計であった。上野はバブル経済が最高潮にあった1989年、経済学者の小沢雅子の著書『新・階層消費の時代』文庫版解説にて、次のように述べている。
かくして上野は従来の「ヨコナラビ差別化説」を撤回し、日本社会における新たな階層化の進行を示唆するに至った。上野の予測は的中し、今に至るまで巷間に「格差社会論」が横溢することとなる。
いずれにせよ、糸井は消費を通じて「階層」を解体しようとしていたと指摘した上で、大塚はこうした戦略を糸井の「階級闘争」と表現するに至った。また、あらゆる物や文化に付随していたはずの「階層」性が、いとも容易に消費者の手に渡るものへと変容する様を捉え、これにより国民の中流意識が醸成されたと結論付けている。